# Udea melanostictalis
Udea melanostictalis là một loài bướm đêm trong họ Crambidae.